# Lake Ballard
Lake Ballard är en sjö i Australien. Den ligger i delstaten Western Australia, omkring 550 kilometer nordost om delstatshuvudstaden Perth. Lake Ballard ligger 367 meter över havet.
Omgivningarna runt Lake Ballard är i huvudsak ett öppet busklandskap. Trakten runt Lake Ballard är nära nog obefolkad, med mindre än två invånare per kvadratkilometer. Genomsnittlig årsnederbörd är 370 millimeter. Den regnigaste månaden är januari, med i genomsnitt 88 mm nederbörd, och den torraste är augusti, med 11 mm nederbörd.